# Laguna Miscanti
Laguna Miscanti je brakično (polslano) vodno jezero, ki leži na altiplanu regije Antofagasta v severnem Čilu. Vulkan Miñiques  in Cerro Miscanti stojita nad tem jezerom. To jezero v obliki srca ima globoko modro barvo. Zahodno obrežje je ločeno manj kot 1 km od odvodnika med jezerom in kotlino Salar de Atacama. Kotlina lagune Miscanti ima tudi skupno mejo s kotlino Salar de Talar.
Lava, ki se je izlila iz izbruha Miñiquesa, je ločila laguno Miscanti od lagune Miñiques.
Jezero je del enega od sedmih sektorjev narodnega rezervata Los Flamencos.

## Geografija in geologija
Laguna Miscanti leži v osrednjih Andih v Čilu, jugovzhodno od Salar de Atacama. Najbližje mesto je Socaire, oddaljeno 20 km od jezera.
Največja globina je 10 metrov s prozorno brakično vodo, ki pokriva površino 13,5 kvadratnih kilometrov. Jezero ima obliko glave puščice s polotokom ob severni obali. Jezero ima ravno jezersko dno, ki ga je lavin tok razdelil v dva bazena. V atacamskem Altiplanu je laguna Miscanti med največjimi vodnimi telesi. Gore Cerro Miscanti (5622 metrov) in vulkan Cerro Miñiques (5910 metrov) ležita severovzhodno in južno od jezera.
1,5 km južno od jezera leži še eno vodno telo, Laguna Miñiques. V preteklosti sta bili obe jezeri povezani v eno veliko vodno telo, ki je v pokrajini zapustilo terase s plažami in katerih vodostaj je bila približno 20 metrov višji od današnjega. Ločitev jezer je verjetno nastala v pleistocenu, ko je lava iz Cerro Miniquesa razdelila jezerski bazen v dva. Na severni, vzhodni in južni strani v laguno Miscanti vstopajo številni potoki (Quebrada de Chaquisoqui), na severnih obrežjih pa najdemo dva izvira.
Miscanti in Miñiques zasedata kotlini geološkega preloma, ki se je razvil med pliocenom in pleistocenom; tudi laguna Lejia se je razvila ob tem prelomu. Prelom je znan tudi kot Miscanti-Callejon de Varela prelom ali tudi kot prelom Miscanti in je del sistema prelomov kot odcepljen prelom vzporeden s Salar de Atacama, ki ločuje Zahodno Kordiljero od Kordiljere Domeyko. Ta prelom se razteza od kompleksa Purico Llano de Chajnantor do Cerro Miñiques in je oblikoval greben, ki ga je prepletla lava iz Cerra Miscanti in Cerro Miñiquesa. V prelomu so nastali še vulkani kot je Lascar, Cerros Saltar in Corona severno in južno od Lascarja pa sta vzdolž preloma.

## Hidrologija
Povodje jezera je sestavljeno predvsem iz vulkanskih in sedimentnih kamnin od miocena do holocene in pokriva površino 320 kvadratnih kilometrov, s kvartarnimi vulkani, ki dosežejo do višine od 5000 do 6000 metrov.  Cordon de Puntas Negras, veriga vulkanov, je glavni vir vode. Voda doseže laguno Miscanti predvsem kot podtalnica , ki je usmerjena skozi prelom; to lahko pojasni, zakaj je Laguna Miscanti trajno jezero in ne suho. 
Jezero nima površinskega odtoka. Danes voda pronica iz Miniquesa skozi lavin tok vzdolž preloma; med nekdanjimi visokogorskimi jezeri se je kombiniran tok prelival v kotlino Pampa Varela južno-jugozahodno od Miniquesa. Glavni mehanizem odstranjevanja vode iz lagune Miscanti pa je izhlapevanje. Nekaj vode se preusmeri iz povodja in oblikuje zajem za mesto Peine.

## Podnebje
Trenutno je regionalna klima aridna (suha) (povprečna količina padavin je 200-250 milimetrov na leto) in povprečna letna temperatura 2 ° C, kar vodi k razvoju ledu na površini jezera v zimskem času. Območje jezera je po navadi malo toplejše od okolice. Regija leži med območji, v katerih prevladujejo poletne padavine na severovzhodu in območji, kjer prevladujejo zimske padavine na jugozahodu.
V poznem pleistocenu in zgodnjem holocenu je bilo podnebje precej močnejša in jezero večje, srednji holocen pa je bil suh, kar je bil tudi zadnji ledeniški maksimum. Pozno pleistocensko-zgodnje obdobje holocena v mokrem obdobju je bilo še posebej opazno na Altiplanu, kjer sta se zgodili dve ločeni fazi jezera Tauca. V srednjem holocenskem sušnem obdobju se je jezero popolnoma osušilo. Klimatska variabilnost je vplivala na človeško poselitev v regiji med holocenom, ki je potekala v glavnem med vlažnimi obdobji. Na jugovzhodnem obrežju jezera najdemo arheološko najdišče »Miscanti-1«. .

## Biologija
V jezeru raste trava Ruppia. Zelene alge Charophytes, Chara in Myriophyllum so še vodne rastline, ki so bile najdene v jezeru. V času visokih vod so se v vodi razvili grebeni alg in Stromatoliti. V jezerskih sedimentih so bile identificirane kremenaste alge (diatomeje) in dvoklopniki (ostrakod) pa tudi postranice (amfipod).
Travniki, ki jih sestavljajo Fabiana, bilnice (Festuca) in Stipa chrysophylla, rastejo okoli jezera, razpršeno vegetacijo najdemo na gori, ki jo sestavljajo vrste  Baccharis, znane tudi  Jarava ichu. Živali, ki živijo na tem območju so ptice, kot so plamenci (čilski plamenec (Phoenicopterus chilensis), andski plamenec (Phoenicoparrus andinus) in punski plamenec (Phoenicoparrus jamesi), rogata liska, nanduji in andska raca (Anas andium) ter sesalci, kot je vikunja.